# Ossammide
L'ossammide è il composto organico di formula (CONH2)2. In condizioni normali è un solido cristallino bianco. È solubile in etanolo, poco solubile in acqua e insolubile in etere etilico. L'ossammide è la diammide dell'acido ossalico.

## Storia
L'ossammide fu sintetizzata per la prima volta nel 1830 da Jean Baptiste Dumas. Nel 1859 Justus von Liebig la preparò da cianogeno e acqua, usando acetaldeide come catalizzatore. Nel 1913 il biochimico tedesco Walter Löb la ottenne trattando vapori di formammide con una scarica elettrica.

## Sintesi
L'ossammide viene sintetizzata industrialmente per ossidazione catalitica del cianuro di idrogeno. La reazione è praticamente quantitativa e senza particolari trattamenti si ottiene ossammide pura al 99%.
{\displaystyle {\ce {2 HCN + 1/2 O2 + H2O -> (CONH2)2}}}

## Usi
L'ossammide è usata principalmente come fertilizzante azotato a lento rilascio, col vantaggio che per la sua scarsa solubilità non viene dilavato dal terreno con la pioggia, come avviene con altri fertilizzanti azotati tipo urea e solfato d'ammonio. È impiegata inoltre come materiale di partenza per la sintesi di altri composti organici.

## Tossicità / Indicazioni di sicurezza
L'ossammide può provocare irritazioni agli occhi e alla pelle, ed è nociva se ingerita. Non ci sono dati che indichino proprietà cancerogene.